# Fabini János (lelkész)
Fabini János (Medgyes, 1825. augusztus 10. – Baráthely, 1899. január 22.) evangélikus lelkész.

## Élete
Medgyesen végezte 1843-ban a gimnáziumot; a bölcseleti és teológiai tanulmányok végeztével 1849-ben ugyanott tanító lett, később bogácsi (Bogeschdorf), 1881-től pedig baráthelyi (Pretai) lelkész. 1872 és 1877 között dékánságot viselt, 1886-ban Baráthelyen a medgyesi egyházmegye is dékánná választotta. Az ágostai evangélikus házassági főtörvényszéknek és a tartományi konzisztóriumnak tagja; a medgyesi gazdasági egylet elnöke volt.

## Munkája
- Der Weinbau in Siebenbürgen. Hermannstadt, 1860. (Különnyomat a medgyesi ágostai evangélikus gimnázium Programmjából.)
- Recht und Brauch der ev. Landeskirche A. B. in Siebenbürgen. (Nagyszeben, 1882.)